# Lordiphosa protrusa
Lordiphosa protrusa är en tvåvingeart som först beskrevs av Zhang och Liang 1992.  Lordiphosa protrusa ingår i släktet Lordiphosa och familjen daggflugor. Inga underarter finns listade i Catalogue of Life.